# Bernhard (drengenavn)
 For alternative betydninger, se Bernhard. (Se også artikler, som begynder med Bernhard)
 Bernhard  er et drengenavn fra oldtysk, sammensat af bjørn og stærk, så det betyder "med bjørnestyrke".

## Kendte personer med navnet
- Bernhard Baunsgaard, politiker.
- Bernhardt Jensen, socialdemokratisk borgmester i Århus.
- Bernhard Riemann, tysk matematiker.